# Topets i Taquetes veuen les estrelles
Topets i Taquetes veuen les estrelles (títol original en suec, Prik og Plet kikker på stjerner) és un curtmetratge d'animació escrit i dirigit per Lotta i Uzi Geffenblad. S'ha doblat al català.

## Sinopsi
El cel està ple d'estrelles brillants. Algunes són grans, altres són petites. En Topets i en Taquetes estudien les estrelles a poca distància a través d'uns prismàtics. Després d'un cop d'un meteor, es troben amb un ésser que potser ha vist les estrelles molt de prop.